# Raniero d’Elci

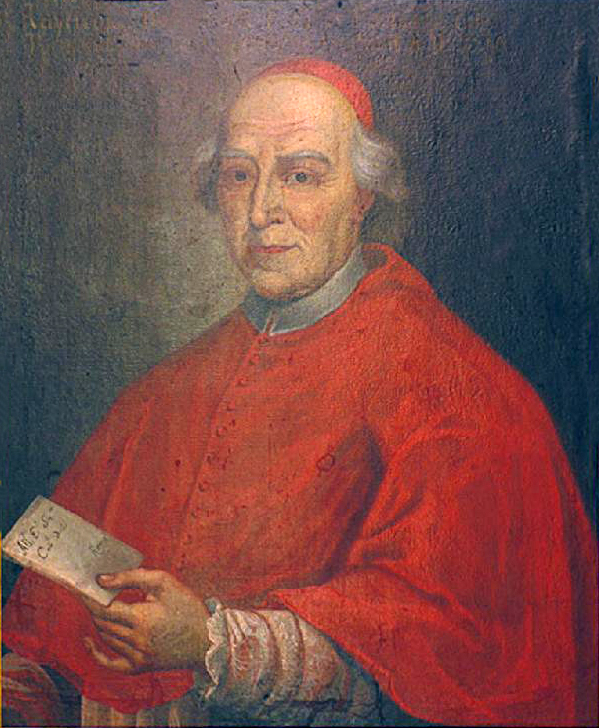
Raniero Kardinal D’Elci (Gemälde von 1756)

Raniero D’Elci (* 7. März 1670 in Florenz; † 22. Juni 1761 in Rom) war ein italienischer Geistlicher, Erzbischof von Ferrara und Kardinal der Römischen Kirche.

## Leben
Er empfing am 21. Dezember 1699 das Sakrament der Priesterweihe. Im folgenden Jahr trat er in den päpstlichen Dienst ein und hatte mehrere Ämter sowohl in der römischen Kurie als auch in der päpstlichen Landesverwaltung inne. Von 1711 bis 1716 war er Inquisitor von Malta.
Er wurde am 22. November 1730 zum Titularerzbischof von Rhodus ernannt. Die Bischofsweihe spendete ihm am 7. Januar 1731 in der Jesuitenkirche von Avignon François Gontieri, der Erzbischof von Avignon, Mitkonsekratoren waren François Abbati, Bischof von Carpentras, und Joseph Louis Cahorne de La Palun, Bischof von Vaison. Er diente von 1731 bis 1738 als Apostolischer Nuntius in Frankreich.
Papst Clemens XII. kreierte ihn am 20. Dezember 1737 in pectore zum Kardinal, was im Konsistorium vom 23. Juni 1738 bekanntgemacht wurde, woraufhin D’Elci im Juli desselben Jahres als Kardinalpriester von Santa Sabina installiert wurde. Bereits im Mai desselben Jahres war er zum Erzbischof von Ferrara ernannt worden, das Pallium nahm er am 22. Juli 1738 entgegen. Den erzbischöflichen Stuhl von Ferrara hatte er bis 1740 inne, als er Legat in dieser Stadt wurde. Er wurde am 10. April 1747 zum Kardinalbischof von Sabina und am 9. April 1753 zum Kardinalbischof von Santa Rufina ernannt. Er war nach dem Tod von Pietro Luigi Carafa am 15. Dezember 1755 Dekan des Heiligen Kollegiums der Kardinäle und als solcher seit dem 12. Januar 1756 Kardinalbischof von Ostia. Als Dekan des Kardinalskollegiums leitete er das Konklave von 1758. Ungeachtet seines fortgeschrittenen Alters erhielt er bei der Wahl mehrere Stimmen.
Er starb 1761 im Alter von 91 Jahren in Rom und wurde in seiner Titelkirche Santa Sabina beigesetzt.